# THQ
THQ е бивша американска компания, занимаваща се с производство и разпространение на игри – както за компютри, така и за конзоли. Основана е през 1989 г. в Агура Хилс, Калифорния.
Компанията не е специализирана в нито един от жанровете на компютърните игри, като има разработки от игри със стрелби до ралита. Компанията е подписала дългогодишни договори с притежатели на лицензи като World Wrestling Entertainment (WWE), Games Workshop (Warhammer, Warhammer 40 000), Ultimate Fighting Championship (UFC), Nickelodeon и Disney·Pixar.